# جزيرة بيراه بيراهان
جزيرة بيراه بيراهان وهي جزيرة من جزر إندونيسيا، وتتبع في إقليم كليمنتان الجنوبية في إندونيسيا.